# Richard Graham (1er vicomte Preston)
Richard Graham (24 septembre 1648-22 décembre 1695) est un diplomate et homme politique anglais qui siège à la Chambre des communes en deux périodes entre 1675 et 1689. Il est un conspirateur jacobite, mais sa réputation dans la communauté jacobite souffre lorsqu'il témoigne contre ses co-conspirateurs en échange d'un pardon.

## Origines et éducation
Il est né à Netherby, Cumberland, le 24 septembre 1648, fils aîné de Sir George Graham, 2e baronnet (mort en 1658) de Netherby, fils et héritier de Sir Richard Graham (1er baronnet) (en) (décédé en 1654). Sa mère est Lady Mary Johnstone, deuxième fille de James Johnstone (1er comte de Hartfell) (en). Il fait ses études à la Westminster School sous la direction du Dr Busby, mais pas à la fondation. Il se rend à Christ Church, Oxford, vers 1664. Le 4 février 1666, il obtient son diplôme de maîtrise en arts.

## Ascension
Il est élu député de Cockermouth, Cumberland, le 8 juin 1675, à la place de John Clarke, décédé, et continue à représenter cet arrondissement jusqu'en 1681. Bien que protestant, il plaide avec zèle le droit de Jacques, duc d'York, à la succession. Soutenu par d'autres hauts conservateurs, il se prononce à la Chambre des communes au nom du duc contre le projet de loi d'exclusion, le 2 novembre 1680. Ses efforts sont récompensés par sa création dans la Pairie d'Écosse avec le titre de vicomte Preston, dans le comté de Haddington et de baron Graham d'Eske. Le brevet, daté du 12 mai 1681 au château de Windsor, indique que Charles Ier a, en 1635, donné le titre à Sir Richard Graham, le grand-père du breveté, et qu'il a ensuite été incendié par les Têtes-Rondes. En juillet 1681, Preston assiste le duc d'York à Édimbourg. Le 1er août, il siège au Parlement d'Écosse et le 26 août, il est avec le duc à Leith, où il prononce un discours sur la succession.

## Carrière diplomatique
En mai 1682, il succède à Henry Savile comme envoyé extraordinaire à la cour de France. Parmi ses instructions, citons de nombreuses références à la Principauté d'Orange et au Luxembourg, ainsi qu’à la proposition faite à Charles II d’être le médiateur d’une paix entre la France et l’Espagne et relative aux excès français aux Pays-Bas. En août, il annonce qu'un complot pour une descente en Irlande est en préparation contre Charles en France et il emploie des espions pour rassembler des informations à ce sujet. En septembre, Preston présente un mémoire au roi de France «évoquant sa prise de la ville d’Orange et la considérant comme faite pour lui-même». En octobre 1683, le comte de Sunderland, à la demande du roi, ordonne à Preston de faire savoir aux ministres de France «quel homme très malade était le docteur Burnet. Preston obéit à ces ordres mais refuse de recevoir la visite de Burnet. Il reçoit l’ordre de s’efforcer de retrouver Bomeny, le valet de chambre d'Arthur Capel (1er comte d'Essex), soupçonné d’être au courant de la mort de ce noble dans la tour de Londres. Pour son attention aux privilèges du peuple écossais en France, il obtient les remerciements des arrondissements royaux écossais. Au début de 1684, il entend dire qu'il devait être rappelé, mais le roi dément cette intention dans une lettre très cordiale.

## Carrière politique sous Jacques II
Il rentre chez lui à l'accession au trône de Jacques II et, le 2 avril 1685, est élu député de Cumberland . Il espérait être élevé à la pairie anglaise en tant que baron Liddell à Cumberland, mais est déçu. En liaison avec Lord Middleton, Jacques II lui confie la direction de la Chambre des communes, qui se réunit le 19 mai. Il est admis comme membre du conseil privé le 21 octobre et devient, cinq jours plus tard, chancelier de la reine douairière. En 1687, il est nommé Lord Lieutenant du Cumberland et de Westmorland. À la fin du mois d'octobre 1688, il est nommé secrétaire du Nord et Lord président du Conseil à la suite du comte de Sunderland. Il est l'un des cinq conseillers nommés par le roi pour le représenter à Londres pendant son absence à Salisbury en novembre 1688. Il cherche vainement à faire comprendre à Jacques II la nécessité de la modération.

## Conspirateur jacobite
Après la Glorieuse Révolution, le gouvernement français lui confie d'importantes sommes d'argent à des fins politiques, car il jouit d'une grande faveur auprès de Louis XIV. Dans un geste qui devait aussi être un test, Jacques II le crée, par lettres patentes datées de Saint-Germain-en-Laye, le 21 janvier 1689, baron d'Esk, dans la pairie d'Angleterre, mais le titre n'est pas reconnu par la suite par la Chambre des lords. En mars 1689, il se trouverait dans le nord de l'Angleterre, se concertant pour la restauration du roi. En mai, il est arrêté, emmené à Londres, incarcéré dans la tour et libéré sous caution avant le 25 octobre. Entre-temps, le comte de Montagu a engagé une action en justice contre lui pour recouvrer les bénéfices de la garde-robe, place que Preston détenait à vie. Il comparait ensuite devant la Chambre des lords le 11 novembre, revendiquant le privilège d'un pair du royaume en ce qui concerne l'action en justice. Il déclare qu'il a reçu un brevet pour être un pair anglais de Jacques II avant le vote d'abdication. Les lords l'envoient alors à la tour et chargent le procureur général de le poursuivre pour un grand délit. Il est toutefois libéré après avoir présenté ses humbles excuses et retiré sa demande, le 27 novembre. Le lendemain, il obtient la décharge de ses engagements devant la cour du banc du roi, sans autre notification de sa conduite dans le nord. Le 28 juin 1690, Lord Montagu obtient gain de cause et verse 1 300 £ de dommages et intérêts. Preston poursuit ses complots et est toujours considéré par son parti comme un homme de courage et d’honneur. Il conserve les sceaux de son poste et est toujours considéré par les jacobites comme le véritable secrétaire d'État. Le lord président Thomas Osborne (1er duc de Leeds) fait surveiller ses mouvements. En décembre 1690, les principaux jacobites protestants se réunissent pour décider que Preston porterait à Saint-Germain les résolutions des conspirateurs.

## Arrestation, procès et pardon

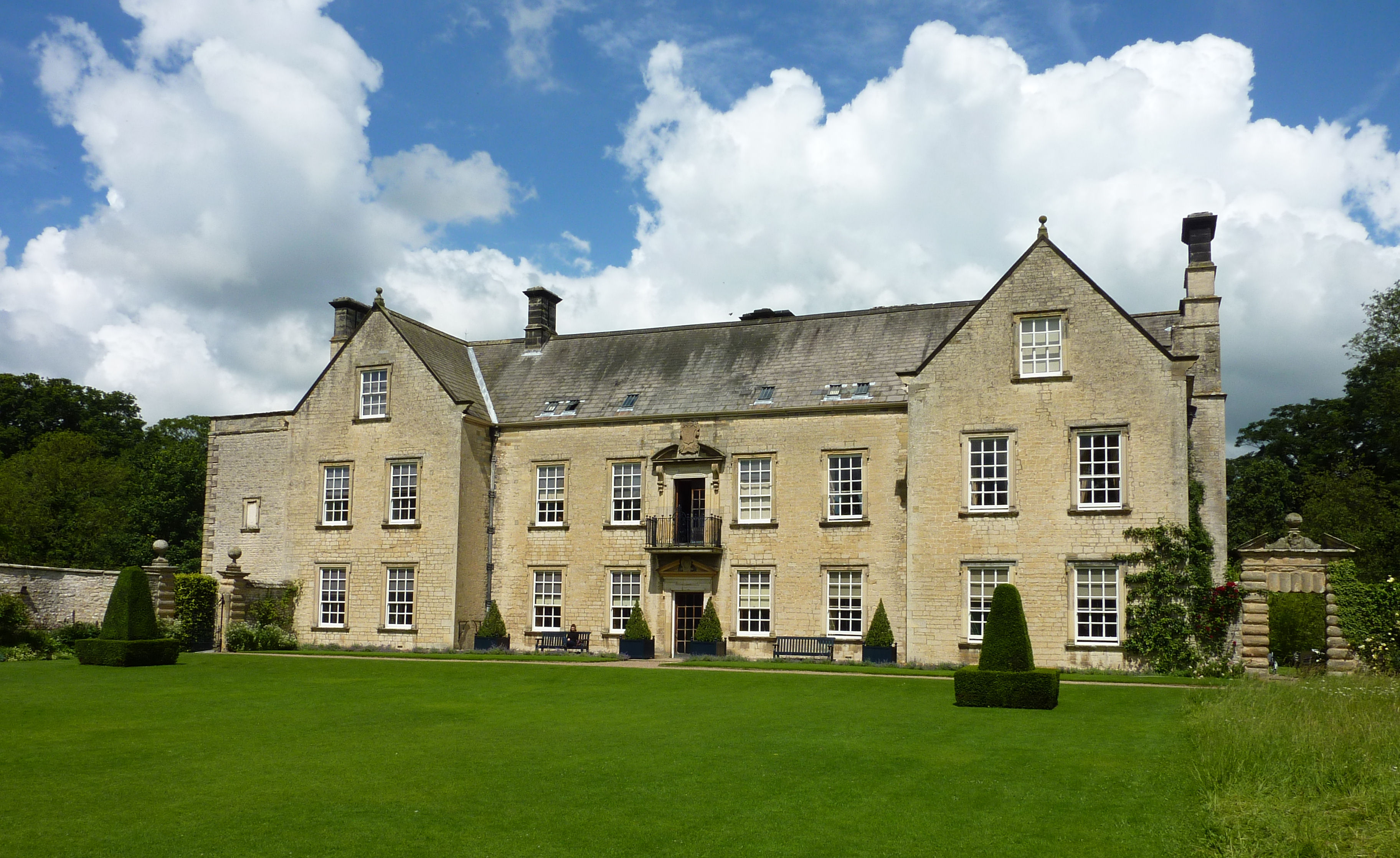
Nunnington Hall, Yorkshire

Peu de temps après minuit, le 1er janvier 1691, Preston, le major Edmund Elliott et John Ashton sont arrêtés alors qu'ils sont dissimulés dans les cales d'un navire en partance pour Calais ou Dunkerque. Des documents compromettants, attachés ensemble et lestés afin d'être coulés en cas de surprise, sont saisis sur Preston avec ses sceaux officiels. Les prisonniers ont vainement tenté de corrompre leurs gardiens. Le 3 janvier, Preston fut envoyé à la tour et le 16, il fut inculpé à Old Bailey par sir Richard Graham pour haute trahison. Il a plaidé qu'en sa qualité de pair d'Angleterre, il ne relevait pas de la compétence du tribunal. Ce plaidoyer ayant été rejeté, il a été déclaré coupable le 17 janvier et condamné à mort deux jours après. Ses domaines et son titre de baronnet ont été confisqués au profit de la couronne. Quelques mois s'écoulèrent avant que son destin ne soit décidé. Lady Preston, qui sollicitait la reine pour la vie de son mari, a été informée qu'il pourrait se sauver en révélant l'intégralité du complot. Pendant quelque temps, il écrivait régulièrement, dit-on, une confession tous les matins et la brûlait tous les soirs lorsqu'il avait dîné. Enfin, il avoua sa culpabilité et nomma Clarendon, Dartmouth, Francis Turner, Évêque d'Ely, et William Penn, comme ses complices. Il ajouta une longue liste de personnes contre lesquelles il ne pourrait pas témoigner, mais qui, s’il pouvait se fier aux assurances de Penn, seraient amicales avec Jacques II. Après plusieurs répits, le gouvernement, convaincu de pouvoir en tirer plus, fixa à nouveau le jour de son exécution. Enfin, le 1er mai, il fit une nouvelle confession et obtint ainsi un sursis de trois semaines «qui, croyait-on, écrit Luttrell, se terminera par une grâce». Un brevet lui fut accordé peu après et le 13 juin, il obtint sa libération. Cependant, la Couronne conserva toujours ses biens en garantie de sa bonne conduite, un équivalent lui étant accordé par le ministère des finances. Par la suite, en septembre 1693, la reine accorda 600 livres sterling par an à lady Preston et à ses enfants. L'accusation n'a pas affecté sa pairie écossaise, aucun acte de confiscation à son encontre n'ayant été lancé en Écosse. Au début du mois d'août 1691, Preston fut de nouveau enfermé à al Prison de Newgate pour avoir refusé de témoigner contre certains «criminels», mais il fut bientôt libéré. Par la suite, il fut autorisé à se retirer à Nunnington Hall, dans le Yorkshire, dont il avait hérité de son grand-oncle, poursuivi par les exécrations de son parti.

## Traducteur de Boèce
Preston emploie le reste de sa vie à réviser une traduction avec des notes de Consolation de Philosophie de Boèce, qu'il a écrites en 1680. Il est publié après sa mort à Londres en 1695-1696 et est remarquable par les allusions dont la préface est remplie. En langage figuré, le traducteur se plaint que ses juges ont été plus indulgents que les amis qui lui ont fait des reproches pour s'être laissé aller lors d'épreuves qu'ils n'ont jamais subies.

## Famille
Il décède à Nunnington Hall (en) le 22 décembre 1695 et est enterré dans le chœur de l'église. Il épouse, le 2 août 1670, Lady Anne Howard, deuxième fille de Charles Howard (1er comte de Carlisle), avec laquelle il a avec un autre fils, Edward (1679 – 1709), qui lui succède comme deuxième vicomte Preston. Il a également deux filles, Catherine (1677-1775), qui épouse William Widdrington (4e baron Widdrington) et Mary (décédée non mariée en 1753). Ils héritent du domaine de Nunnington en 1739 à la mort de leur neveu Charles (1706-1739), troisième vicomte de Preston, décédé sans enfants.